# Chaussée-Notre-Dame-Louvignies
Chaussée-Notre-Dame-Louvignies (en wallon El Caussêye) est une section de la commune belge de Soignies, située en Région wallonne dans la province de Hainaut.
C'était une commune à part entière avant la fusion des communes de 1977, elle-même le fruit de la fusion des anciennes communes de Chaussée-Notre-Dame et Louvignies en 1805.

## Étymologie
Le nom de Louvignies trouve son origine dans le mot latin Lupus signifiant Loup. Le nom du village vient de sa situation sur la chaussée romaine et de son église paroissiale dédiée à Notre-Dame. 

## Géographie
Chaussée-Notre-Dame-Louvignies  est situé à 6 kilomètres à l'ouest de Soignies. Le territoire est parcouru du sud au nord par l'ancienne voie romaine, dite Chaussée Brunehault, allant de Bavay à Utrecht. Le second village, Chaussée-Notre-Dame s'étire le long de l'ancienne chaussée, un peu au nord de Louvignies. Il est traversé par le ruisseau de la Gageole qui est un affluent de la Senne. 
Son altitude maximale est de 112 mètres.

### Paysage
Le village est un petit village de campagne. L'altitude varie entre 80 et 110 mètres. Chaussée-Notre-Dame-Louvignies est en fait situé sur le plateau du Hainaut ce qui rend la zone assez plane. Le village est entouré de champs (betteraves, blé, maïs, pommes de terre, etc.)

### Géologie
Le sous-sol de Chaussée-Notre-Dame-Louvignies est majoritairement constitué de sol Yprésien de l'ère Cénozoïque (époque Eocène, il y a environ 55 millions d'années). On peut le scinder en deux catégories. L'Yprésien sableux au sommet des buttes boisées de la région (sables fins micacés légèrement glauconifères) et l'Yprésien argileux (argile gris/ocre). De petites nappes aquifères locales peuvent exister au niveau de cette couche d'argile. Il est également possible de trouver plus en profondeur des couches datant du Carbonifère (Il y a environ 350 millions d'années). Ces couches sont visibles dans les carrières de pierre bleue de la région de Neufvilles et de Soignies.

## Évolution démographique
- Sources : INS, Rem. : 1831 jusqu'en 1970 = recensements, 1976 = nombre d'habitants au 31 décembre.

## Histoire
Chaussée-Notre-Dame-Louvignies est en fait composé de deux villages qui sous l'Ancien Régime : appartenaient à des entités territoriales différentes. Chaussée-Notre-Dame relevait du chapitre de la collégiale de Soignies, et Louvignies dépendait du bailliage de Silly.

### Histoire de Chaussée-Notre-Dame
Le village a peut-être pour origine, un domaine gallo-romain. En 1186, on trouve déjà une trace du nom du village : "Calceia Sanctae Mariae". Dès le XIIe siècle, l'abbaye de Cambron y faisait cultiver un important lot de terres et une ferme. À partir de 1296, le Chapitre de Soignies y posséda également un fief. Comme Horrues son histoire se confondit dès lors avec celle de Soignies. Elles ont toutes le même blason.

### Histoire de Louvignies
Encadré à l'origine par la grande forêt de Broqueroie, Louvignies était un fief de la seigneurie de Silly. Un texte datant de 1194, — l'acte de partage de la forêt de Broqueroie — mentionne le village de Louvignies.

## Patrimoine et culture

### Patrimoine architectural
- Chaussée Brunehault : voie romaine.
- Église Saine-Vierge (XIIIe siècle) à Chaussée-Notre-Dame.
- Église Sainte-Radegonde (XVIe siècle) à Louvignies, avec une tour datant de 1738.
- Château de Louvignies (ou : château des Villegas de Saint-Pierre).

## Galerie

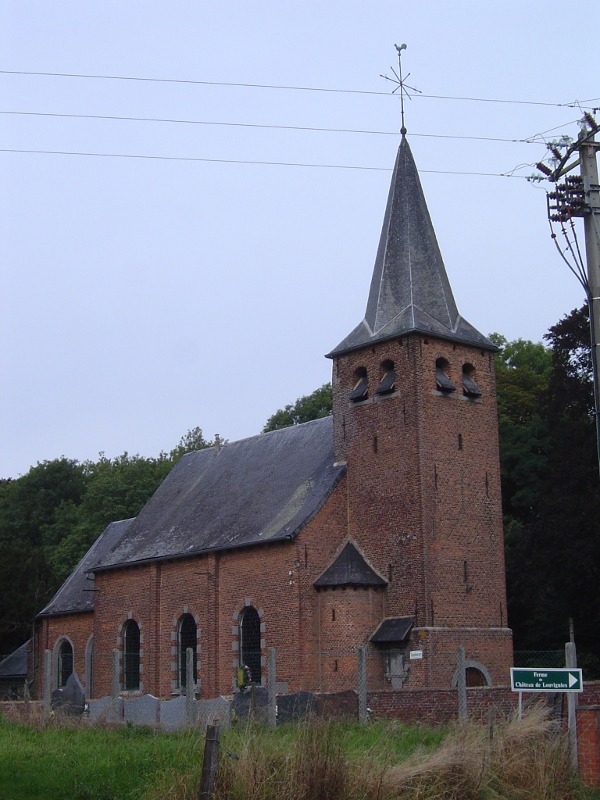
Église Sainte-Radegonde de Louvignies.
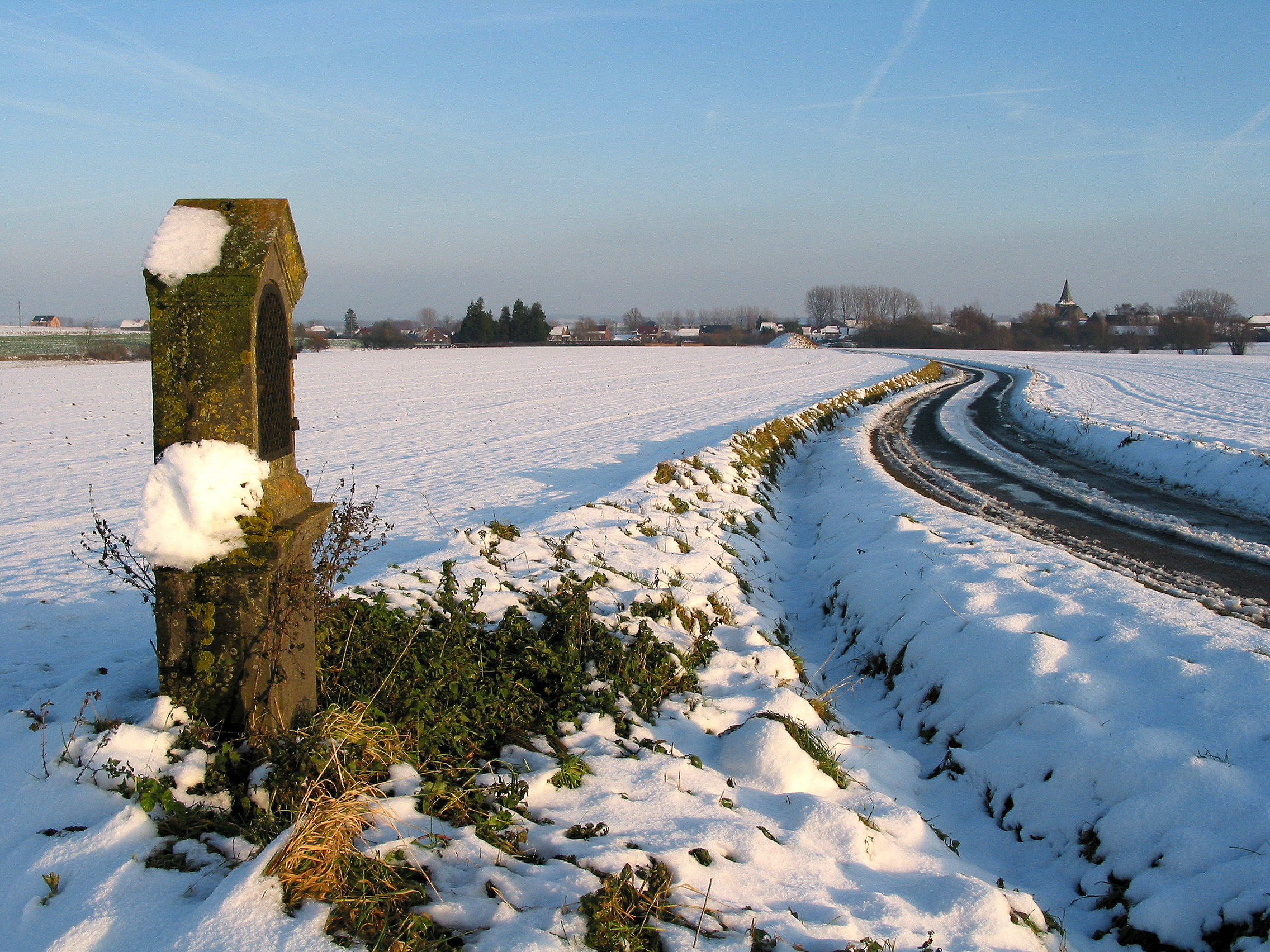
L'ancienne chaussée romaine en hiver (rue du Fouly).
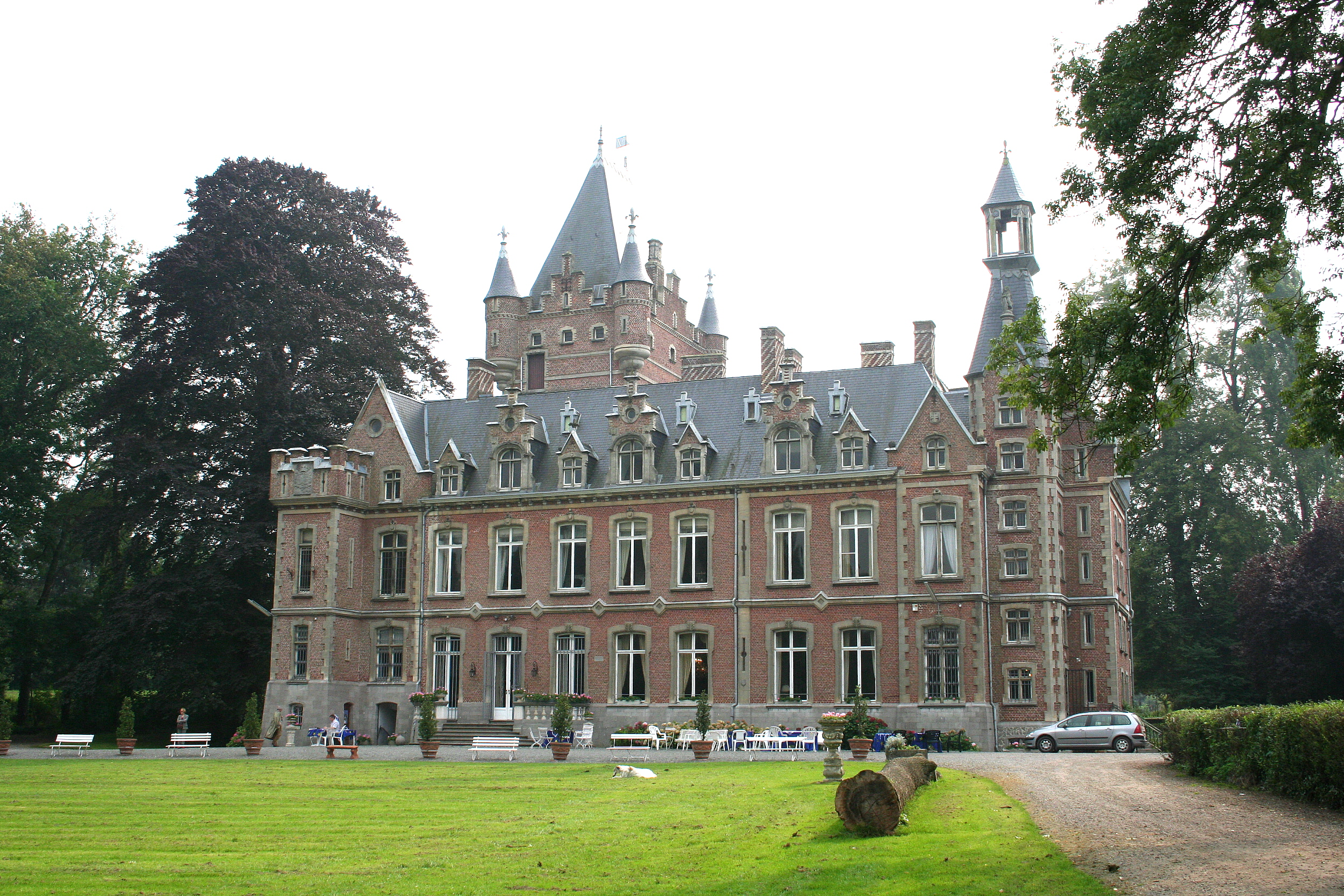
Le château Villegas (1870), à Louvignies.